# Hasanbeyli
Hasanbeyli là một huyện thuộc tỉnh Osmaniye, Thổ Nhĩ Kỳ. Huyện có diện tích 122 km² và dân số thời điểm năm 2007 là 5462 người, mật độ 45 người/km².